# 哈金
金雪飞（羅馬拼音：Jīn Xuěfēi；1956年2月21日—），男，筆名哈金（英語：Ha Jin），辽宁錦州人，美國籍華裔作家，小说多以中国为题材。哈金曾任教於亞特蘭大的艾文理大學，現任教於麻薩諸塞州波士頓大學。

## 生平
1956年2月21日，哈金在遼寧省出生，父親是解放軍的一名軍官。哈金小時候只讀過四年的小學。1969年，哈金14歲的時候，加入中國人民解放軍。後來，哈金考上黑龍江大學英語專業，在大学期间曾经参加过由曹长青担任社长的文学社，並於1981年畢業，取得英語學士學位。1984年，取得山東大學北美文學碩士學位後，前往美國留學。
1989年，當哈金在美國布蘭戴斯大學留學時，北京天安門發生六四事件，這使得他決定留在美國。
翌年（1990年）他就出版了第一本詩集《沉默之間》。1993年，在美國布蘭戴斯大學取得哲學博士學位。
他的小說多半將場景設定在中國一個虛構的城市「無地」（Muji）。他以《等待》獲得美國國家圖書獎和1999年福克納獎。他的許多短篇小說被選入美國最佳短篇小說選當中。他的短篇集《光天化日》（Under the Red Flag）獲得了1997年短篇小說富蘭納瑞.歐克納獎（Flannery O'Connor Award for Short Fiction），《好兵》（Ocean of Words）獲得了1996年海明威獎。2004年描寫韓戰戰俘的長篇小說《戰廢品》（War Trash）再度贏得福克納獎，並入圍普利茲獎。
2016年，哈金在其小说《折腾到底》（The Boat Rocker）的扉页上，明确表示要将该小说献给曹长青 (For Cao Changqing)。

## 著作列表
以下中文書籍均於台灣出版。而在中國大陸出版的作品包括《等待》、《南京安魂曲》、《落地》、《池塘》、《新郎》五部作品，其餘則因為題材敏感，無法出版。

### 中文詩集
- 錯過的時光 - 哈金詩選（2011）（明迪譯，台灣， 聯經出版，2011）
- 另一個空間（2015）
- 路上的家園（2017）

### 英文詩集
- Between Silences（1990）
- Facing Shadows（1996）
- Wreckage（2001）
- A Distant Center (2018)

### 短篇小說集
- Ocean of Words（1996）（《好兵》，卞麗莎、哈金譯，台灣，時報文化出版，2003）
- Under the Red Flag（1997）（《光天化日：鄉村的故事》，王瑞芸譯，台灣，時報文化出版，2001）
- Bridegroom : Stories（2000）（《新郎》，金亮譯，台灣，時報文化出版，2001；北京联合出版公司，2015）
- A Good Fall（2009）（《落地》，哈金譯，台灣，時報文化出版，2010）

### 長篇小說
- In the Pond（1998）（《池塘》，金亮譯，台灣，時報文化出版，2002；北京联合出版公司，2015）
- Waiting（1999）- 獲美國國家書卷獎(National Book Award)；筆會/福克納獎(PEN/Faulkner Award)（《等待》，金亮譯，台灣，時報文化出版，2000）
- The Crazed（2002）（《瘋狂》，黃燦然譯，台灣，時報文化出版，2004）
- War Trash（2004）- 獲筆會/福克納獎）（《戰廢品》，季思聰譯，台灣，時報文化出版，2005）
- A Free Life（2007）（《自由生活》，季思聰譯，台灣，時報文化出版，2008）
- Nanjing Requiem（英语：Nanjing Requiem）（2011）（《南京安魂曲》，季思聪译，中国大陆，江苏文艺出版社，2011；《南京安魂曲》，季思聰譯，臺灣，時報文化出版，2011）
- A Map of Betraya（2014）（《背叛指南》，湯秋妍譯，台灣，時報文化出版，2014）
- The Boat Rocker （2016）（《折騰到底》，湯秋妍譯，台灣，時報文化出版，2017）
- A Song Everlasting（2021）（《放歌》）

### 散文集
- The Writer as Migrant（2008）（《在他鄉寫作》，明迪譯，台灣， 聯經出版，2010）

### 傳記
- The Banished Immortal：A Life of Li Bai（2019）（《通天之路：李白》， 湯秋妍譯，台灣， 聯經出版，2020）